# Мария-Антуанетта — королева Франции
«Мари́я-Антуане́тта — короле́ва Фра́нции» (фр. Marie-Antoinette reine de France) — франко-итальянский историко-мелодраматический кинофильм, поставленный французским режиссёром Жаном Деланнуа в 1956 году с актрисой Мишель Морган в заглавной роли.

## Сюжет
Кинофильм основан на реальных событиях жизни последней королевы Франции Марии-Антуанетты. Действие происходит в 1774 (смерть Людовика XV) —1793 годах. Блистательная в своём великолепии королева, но уязвимая и чувствительная в частной жизни Мария-Антуанетта разрывается между долгом перед мужем — королём Франции Людовиком XVI — и любовью к графу Ферзену.

## В ролях
- Мишель Морган — королева Мария-Антуанетта
- Ричард Тодд — граф Аксель фон Ферзен
- Жак Морель — король Людовик XVI
- Жанна Буатель — мадам Кампан
- Мадлен Руссе — мадам де Турзель
- Ги Трежан — Ла Файет
- Эме Кларион — король Людовик XV
- Энн Каррер — графиня Жанна Дюбарри
- Жан Бержерак — граф Прованский
- Марина Берти — графиня Полиньяк
- Мишель Пикколи — священник
- Марсель Арнольд — мадам Аделаида
- Эдмон Бошамр — граф Люксембург
- Пол Бонифас — Герман
- Ив Бренвиль — Дантон
- Жан Клодио — Фукье-Тенвиль
- Клаудио Гора – Крейц

## Съёмочная группа
- Режиссёр: Жан Деланнуа
- Авторы сценария: Бернар Зиммер, Жан Деланнуа, Филипп Эрланже
- Композитор: Жан Симоно
- Оператор: Пьер Монтазель
- Художник по костюмам: Джордж К. Бенда
- Монтаж: Анри Таверна